# Vlna escorial
Escorial je nejjemnější odrůda merinové vlny.

## Z historie escorialu

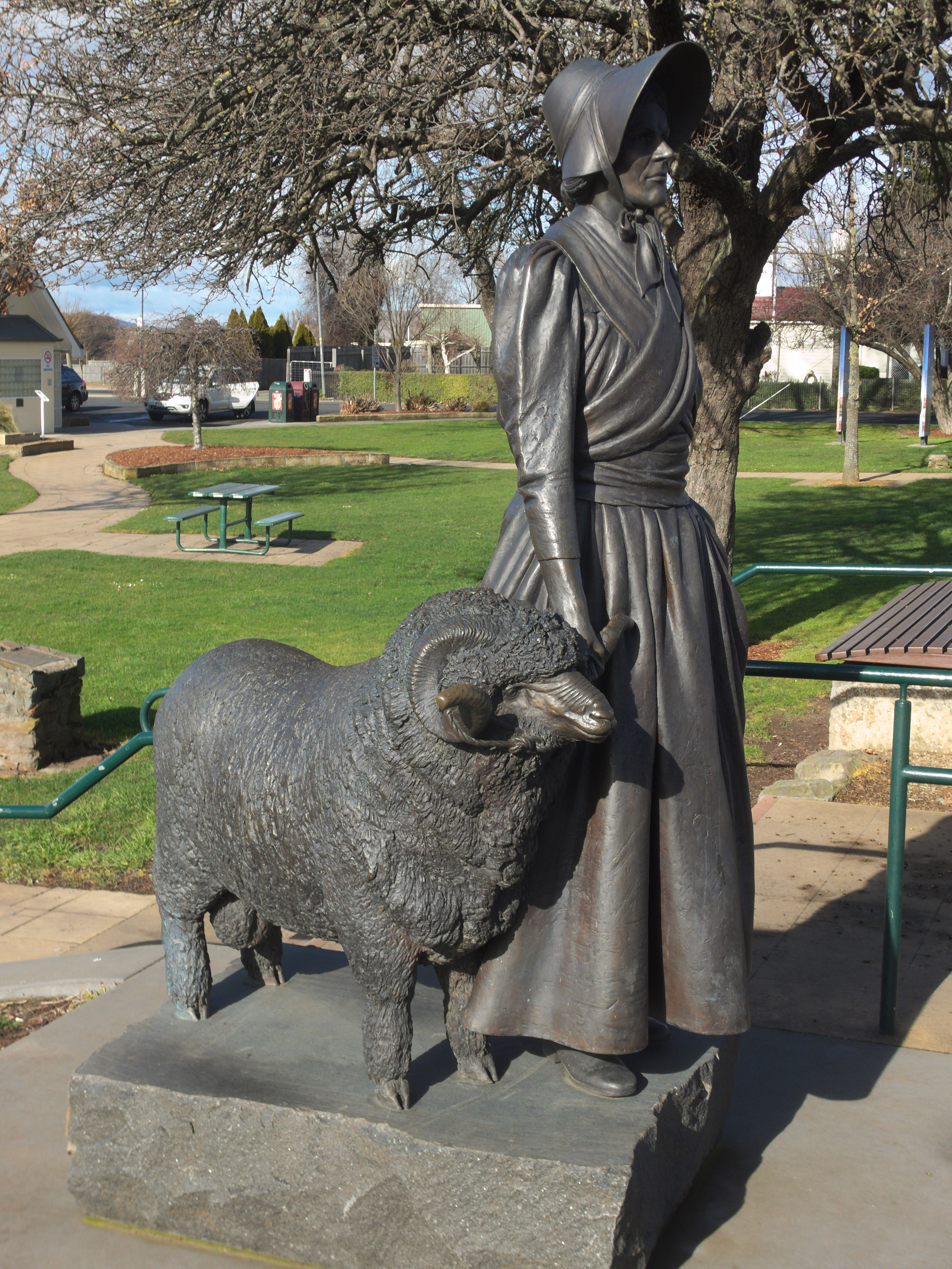
Socha Elizy Forlongové (z roku 1940 v australském Campbell Town)

Plemeno escorialu pochází ze severní Afriky. Španělský král nechal  v roce 1340 přivést stádo těchto ovcí do Madridu, kde se chovaly v okolí paláce El Escorial. Ovce se dlouhá léta nesměly vyvážet, v roce 1765 daroval však španělský král svému saskému bratranci 90 zvířat tohoto plemene. Koncem 20. let 19. století Skotka Eliza Forlong v Sasku kvalifikovaně vybrala a zakoupila 120 čistokrevných exemplářů escorialové ovce a nechala je poslat do Austrálie. Zde založili její dva synové v  Tasmánii poblíž městečka Campbell Town ovčí farmu, na které se věnovali dalšímu zušlechťování chovu. V  roce 1834 prodali farmu rodině Taylorů, která ji užívala až do konce 20. století. Označení escorial se pro jejich vlnu nepoužívalo.
V roce 1965 poznal podnikatel Peter Radford v Tasmánii náhodou tuto vynikající vlnu a začal ji s úspěchem nabízet v Evropě pod značkou Escorial. Jako chráněná značka byl však název uznán teprve v roce 2001.
V jižní Austrálii a (od roku 1987) na Novém Zélandu se chová omezený počet escorialových ovcí pod přísným dohledem na zachování čistoty rasy. Ve 2. dekádě 21. století to bylo na 20 farmách asi 50 000 zvířat, která od roku 1998 patří Radfordově firmě Escorial Group.

## Vlastnosti a použití vlákna

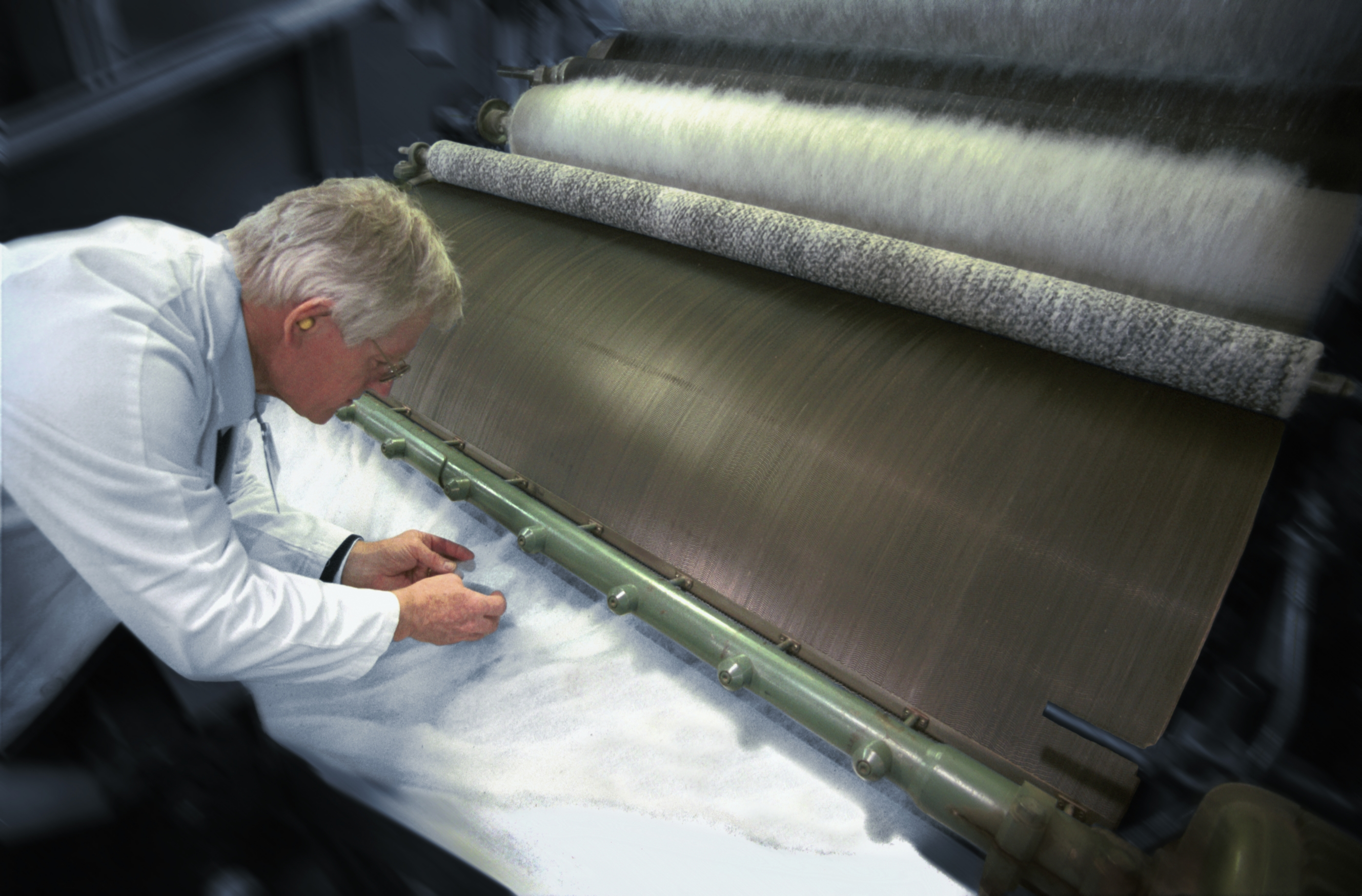
Pavučinka z mykané escoriálské vlny (v australském Wool Textiles Training Centre 2006)

Escorial se popisuje jako střapaté, dost agresivní zvíře, s asi 2/3 velikosti merinové ovce. Systematickým chovem, zejména pod přísným dohledem na zachování čistoty rasy se získává vlna, za kterou se platí dvojnásobná cena oproti běžnému merinu.
Průměrná jemnost vláken se udává s 12 µm (možnost výroby příze až do 4 tex), vlákna mají vynikající kadeřavost, nemačkavost, izolační schopnosti a hebký omak.
Z  česané i  mykané příze se vyrábějí v luxusním provedení všechny druhy svrchního ošacení a ponožky. Výroba textilií escorial je známá jen ze Skotska, Anglie a Itálie. Jako cenové relace se uvádí např.: Běžný metr tkaniny = 300 USD, oblek na míru = 6 000 až 40 000 USD.